# Lepidophyma mayae
Espèce
Statut de conservation UICN

 NT  : Quasi menacé
Lepidophyma mayae est une espèce de sauriens de la famille des Xantusiidae.

## Répartition
Cette espèce se rencontre dans le sud du Mexique, au Guatemala et au Belize.

## Étymologie
Cette espèce est nommée en l'honneur des Mayas.

## Publication originale
- Bezy, 1973 : A new species of the genus Lepidophyma (Reptilia: Xantusiidae) from Guatemala. Contributions in Science of the Natural History Museum of Los Angeles County, no 239, p. 1-7 (texte intégral).